# Gmina Tržič
Tržič – gmina w Słowenii. W 2010 roku liczyła mieszkańców.

## Miejscowości
Miejscowości wchodzące w skład gminy Tržič:

- Bistrica pri Tržiču
- Brdo
- Breg ob Bistrici
- Brezje pri Tržiču
- Čadovlje pri Tržiču
- Dolina
- Gozd
- Grahovše
- Hudi Graben
- Hudo
- Hušica
- Jelendol
- Kovor
- Križe
- Leše
- Loka
- Lom pod Storžičem
- Novake
- Paloviče
- Podljubelj
- Popovo
- Potarje
- Pristava
- Retnje
- Ročevnica
- Sebenje
- Senično
- Slap
- Spodnje Vetrno
- Tržič – siedziba gminy
- Vadiče
- Visoče
- Zgornje Vetrno
- Zvirče
- Žiganja vas